# Anchiphiloscia maculata
Anchiphiloscia maculata là một loài chân đều trong họ Philosciidae. Loài này được Schmoelzer miêu tả khoa học năm 1974.